# 旺市都會中心站
旺市都會中心站（英語：Vaughan Metropolitan Centre Station）是一座多倫多地鐵央街－大學－士巴丹拿線車站，坐落加拿大安大略省約克區旺市7號公路和珍街（Jane Street）的交界處以西，於2017年12月17日聯同士巴丹拿地鐵延線項目其他車站一起開幕，取代唐士維站成為該線的西北端終點站，以及整個多倫多地鐵系統中地理位置最北的車站。另外，此站啓用後亦成為多倫多市管轄範圍以外，以及約克區和旺市範圍以内兩個多倫多地鐵車站之一；另外一個則是407號公路站。
旺市市政府正計劃將車站一帶打造成該市的商業中心區，並將之取名為旺市都會中心，因此向TTC提出將車站命名為旺市都會中心站。然而，TTC内部認為該名稱過為冗長，因此於2010年建議將名稱縮短為旺市中心站（Vaughan Centre Station）；此舉亦可避免車站名稱為附近的私人發展商項目作宣傳之用，並與其他車站名稱（如北約克中心站和士嘉堡中心站）看齊。TTC後來接納旺市市政府的建議，於2012年2月29日宣佈將此站名為旺市都會中心站。

## 接駁交通
下列巴士線駛經旺市都會中心站：
約克區公車局
- 約克區活力巴士捷運橙線（Viva Orange）
- 10號活橋巴士線（Woodbridge）
- 20號珍街巴士線（Jane）
- 26號楓樹鎮巴士線（Maple）
- 77號及77號A7號公路巴士線（Highway 7）
- 輔助客運系統（Mobility Plus）

賓頓公車局
- Züm501號女王街巴士線（Queen）

## 外部連結
- （英文）TTC Vaughan Metropolitan Centre Station （页面存档备份，存于）－多倫多公車局網站 旺市都會中心站頁面